# Pławiec
Pławiec (słow. Plaveč, węg. Palocsa) – wieś (obec) na Słowacji w kraju preszowskim, powiecie Lubowla. Położony jest nad Popradem, przy drodze krajowej nr 68.

## Historia
Najstarsza wzmianka o miejscowości pochodzi z 1269 roku. Dla obrony Ziemi Pławieckiej i brodu przez Poprad, gdzie zbiegały się szlaki prowadzące do Polski, spiski szlachcic Arnold wzniósł w 1294 r. zamek Pławiec. Potem przejął go król Andrzej III, zamierzając ulokować tu twierdzę graniczną.
Po koronacji w 1301 r. na króla Węgier jako Władysław V, Wacław III (syn króla Czech i Polski Wacława II) mianował biskupa krakowskiego Jana Muskatę podkanclerzym Królestwa Węgierskiego, nadając dla jego biskupstwa Pławiec, uważany za cenne nadanie.